# دوري تونغا لكرة القدم 2018
دوري تونغا لكرة القدم 2018 هو موسم من دوري تونغا لكرة القدم. فاز فيه Lotohaʻapai United ‏.